# Batteri
För andra betydelser, se Batteri (olika betydelser).

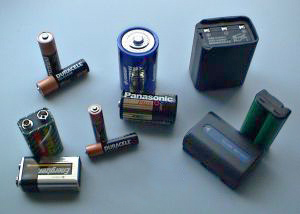
Olika typer av batterier.

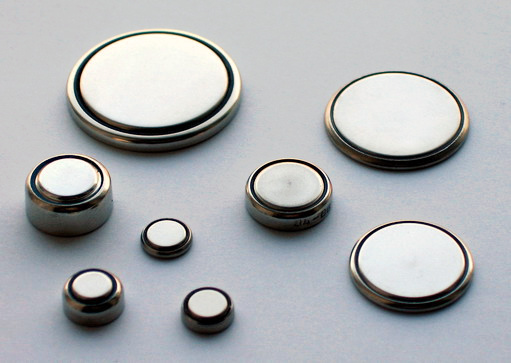
Knappcellsbatterier.

Ett batteri är en komponent bestående av en eller flera celler som innehåller lagrad energi som görs tillgänglig i elektrisk form för andra komponenter som är anslutna till den.
Den vanligast förekommande typen av batteri lagrar energin elektrokemiskt (galvaniska celler). Det förekommer också elektrostatisk lagring (kondensator), och bränsleceller. Ytterligare tekniker kan komma att användas i framtiden. Vissa typer av batterier får en viss mängd energi vid produktionen. När denna energi förbrukats är också batteriet förbrukat och ska avfallssorteras enligt kommunens bestämmelser. Andra batterityper kan återuppladdas genom att anslutas till en annan elektrisk spänningskälla. Ett batteri eller enstaka cell, som är avsedd för återladdning, kallas ackumulator.

Symbolen för batteri eller annan spänningskälla i ett kopplingsschema.

## Historia
| År   | Framsteg |
| ---- | --- |
| 1780 | Luigi Galvani utför grodexperimentet som visar att en elektromotorisk kraft uppstår när metaller står i förbindelse med en elektrolyt                                                                                            |
| 1800 | Alessandro Volta skapar det första elektriska batteriet i modern tid, Voltas stapel. |
| 1836 | John Frederic Daniell konstruerar Daniells element som har elektroder av koppar och zink. Spänning ca 1,1 volt. |
| 1843 | Robert Bunsen konstruerar Bunsen's cell med pluspol av kol i utspädd salpetersyra och minuspol av zink i utspädd svavelsyra skilda av en porös vägg. Denna cell var en förbättring av Grove's cell som hade platina som pluspol. |
| 1859 | Gaston Planté konstruerar blycellen, den första laddbara cellen. |
| 1866 | Georges Leclanché får patent på en primitiv torrcell. ANSI använder alltjämt LeClanché som generisk beteckning på brunstensbatterier av alla slag.                                                                               |
| 1881 | Fransmännen Felix de Lalande och Georges Chaperon får patent på den första alkaliska cellen. Den gav 0,85 V. Anoden var av zink, katoden av kopparoxid med natriumoxid som elektrolyt.                                           |
| 1887 | Wilhelm Hellesen får patent på den första torrcellen, utfärdat av danska Kongl Patentbyrån, med nr 291. Cellen hade en EMK på drygt 1,4 V med Ri = 0,1 Ω                                                                         |
| 1890 | Thomas Edison förbättrar Lalande-Chaperons cell och ersätter zinkanoden med en anod av kadmium. Cellen marknadsförs som Edison-Lalandecell.                                                                                      |
| 1899 | Waldemar Jungner konstruerar den första laddbara cellen med alkalisk elektrolyt, NiFe-cellen |
| 1916 | Philip Rogers Mallory grundar Malloryfabriken i New York |
| 1942 | Samuel Ruben konstruerar kvicksilveroxidcellen |
| 1960 | Företaget Eveready Industries lanserar första knappcellsbatteriet baserat på silveroxid. |
| 1985 | De första litiumbatterierna kommer i handeln |
| 1991 | De första litiumjonackumulatorerna tas i praktiskt bruk. En vidareutveckling leder till litiumpolymerbatteriet |
| 2002 | Ny kemi i litiumjonbatterier ger mycket förbättrat energi/volym-förhållande |
| 2019 | John B. Goodenough, M. Stanley Whittingham och Akira Yoshino tilldelas Nobelpriset i kemi för utvecklingen av litiumjonbatteriet.                                                                                                |

## Funktionsprincip
När ett batteri kopplas till en förbrukare börjar en ström av elektroner att röra sig från den negativa polen (anoden) genom förbrukaren till den positiva polen (katoden). Inga elektroner stannar kvar i förbrukaren och förbrukas på något sätt. Strömmen av elektroner pågår tills skillnaden i spänning mellan polerna har jämnats ut. Elektronerna har då flyttat sig från minuspolen till pluspolen. Detta är likvärdigt med att positiva laddningsbärare skulle ha flyttats i motsatt riktning det vill säga i samma riktning som den elektriska strömmen. Elströmmen går alltså från pluspolen genom den elförbrukande apparaten in i anoden (definition av anod) och vidare inne i batteriet till pluspolen. Inne i batteriet står joner (katjoner och/eller anjoner) för strömmen. När batteriets spänning har jämnats ut finns ingen kraft att pressa elektronerna genom förbrukaren vilket innebär att batteriet har tagit slut. Består batteriet av seriekopplade celler finns risk för att en dålig cell reverserar (få omkastad polaritet) innan spänningen har jämnats ut. Det är olika kemiska material (se tabeller nedan under Batterityper) som upprätthåller spänningsskillnaden mellan pluspol och minuspol. Vid strömuttag förbrukas dessa material.
Det är i många tillämpningar viktigt att batteriet ansluts polriktigt till produktens kontaktdon. Gör man fel och har tur händer inget annat än att önskad funktion uteblir. Har man otur kan det leda till mer eller mindre allvarliga skador på såväl produkten som batteriet.

## Användning

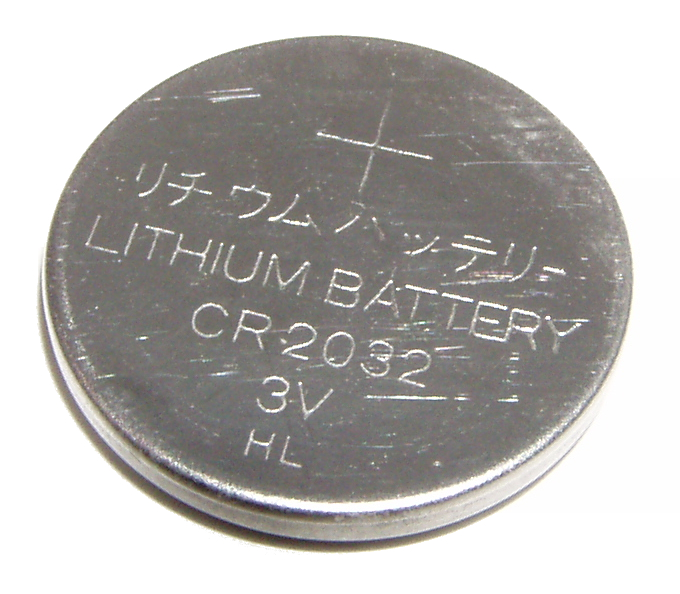
En knappcell av typen CR2032.

Elektriska batterier används i ett mycket stort antal olika elektriska produkter såsom bilar (bilbatteri), mobiltelefoner och ficklampor. I programminnesstyrda apparater (datorer, diskmaskiner, TV-mottagare och så vidare) används ofta speciella minnesbatterier även när apparaterna normalt är nätanslutna. Det blanka myntliknande batteriet på bilden till höger används i många portabla produkter och kallas knappcell. När energin i batterier börjar ta slut kan det få förändrade elektriska egenskaper oftast att spänningen sjunker alltför mycket vilket kan resultera i att en ansluten apparat börja uppföra sig på oförutsett sätt eller slutar fungera helt.
När batteribyte sker i en produkt med flera batterier bör man byta samtliga batterier på en gång och helst bara använda nya, alternativt fulladdade, batterier av samma typ, märke och styrka. Då det är möjligt bör batterier temporärt avlägsnas från produkter som inte används under en längre tid. Detta för att förhindra läckage, som kan skada såväl batteriet som produkten och miljön.

## Förvaring
Batterier skall aldrig förvaras så att det kan uppstår risk för kortslutning, t.ex. i en ficka då detta kan leda till explosion eller brand. Batterier ska förvaras svalt och torrt utan exponering för direkt solljus. Kall förvaring gör att livslängden blir längre än i en motsvarande högre temperatur. Dock finns det vissa batterityper som inte tål minusgrader då kristaller bildas under smältpunkten. Förvaring av engångsbatterier i frys ger en mycket låg självurladdning och fullgod kapacitet i åratal. Förvaringen måste dock ske i ett vattentätt omslag för att inte fuktskadas av kondens. Batterier ska inte heller utsättas för direkta slag, stötar eller eld. En ny typ av batteri eller energilagringslösning lagrar energi elektrostatiskt, inte kemiskt. Fördelarna är: inga termiska runaways, ingen kemisk reaktion och ingen explosion.

### Livslängd
Batterier har ett bäst-före-datum som är satt till ett visst antal år efter tillverkningsdatum. Detta gäller inte minst då man köper elektronikprodukter där batterier ingår i produktförpackningen. Bäst-före-datumet är dock bara ett riktmärke och anger inte batteriets faktiska livslängd. Batterier som förvarats eller hanterats felaktigt kan få en avsevärt förkortad brukstid. Man kan mäta och få en indikation på batteriets kvarstående styrka med en batteriprovare eller multimeter (universalinstrument). Därvid är det viktigt att batteriet under mätningen ges en för batteritypen typisk belastning. En sådan belastning brukar vara inbyggd i de speciella batteriprovarna. När man mäter med en multimeter är det spänningen i volt som ska mätas, samtidigt som man ger batteriet en avpassad belastning med en yttre ansluten resistans alternativt den apparat som batteriet är tänkt att användas till i påslaget tillstånd.
Förbrukade batterier får inte eldas upp eftersom det kan resultera i explosion samt utsläpp av skadliga ämnen.

### Självurladdning
Alla batterier har en viss självurladdning, varför de så småningom tar slut, även om de inte är inkopplade till någon förbrukare. Kall förvaring (i kylskåp eller frys) minskar självurladdningen betydligt.
Bil- och båtackumulatorer som inte ska användas på lång tid måste antingen vara ständigt inkopplade till en för ändamålet speciellt konstruerad underhållsladdare som ger en svag ström vilken lagom mycket kompenserar för självurladdningen. Eller i avsaknad av underhållsladdare behöver batteriet genomgå en fullständig uppladdning då och då.

## Batterityper

### Engångsbatterier
De batterier som inte går att ladda om kallas för engångsbatterier ("primärbatterier") och kan till skillnad från ackumulatorer ej laddas om när de är förbrukade. Förbrukade batterier klassas i Sverige som farligt avfall och uttjänade batterier ska därför inte slängas bland hushållssoporna, utan samlas in enligt kommunens bestämmelser.
| Batterityp          | Pluspol                                             | Minuspol   | Elektrolyt      | Spänning | Hållbarhet | Speciell egenskap                                                    |
| ------------------- | --------------------------------------------------- | ---------- | --------------- | -------- | ---------- | -------------------------------------------------------------------- |
| Brunstensbatteri    | Mangandioxid                                        | Zink       | Salmiak         | 1,5 V    | 3 år       | Miljövänligt                                                         |
| Alkaliskt batteri   | Mangandioxid                                        | Zink       | Kalium-hydroxid | 1,5 V    | 6 år       | Större ström och kapacitet                                           |
| Silveroxid-batteri  | Silveroxid                                          | Zink       | Kalium-hydroxid | 1,55 V   | 2 år       | Konstant spänning tills det är urladdat                              |
| Litiumbatteri       | Varierar, vanligt med mangandioxid eller järnsulfid | Litium     | Varierar        | 1,5-3 V  | 5-20 år    | Hög energitäthet, hög effekt och brett temperaturintervall           |
| Zink-luftbatteri    | Syre från luft                                      | Zinkpulver | Kalium-hydroxid | 1,45 V   |            | Mycket låg självurladdning, miljövänligt, hög energitäthet           |
| Kvicksilver-batteri | Kvicksilveroxid                                     | Zink       | Kalium-hydroxid | 1,35 V   |            | Spänningen konstant under lång tid.Tillverkas ej längre av miljöskäl |

### Ackumulatorer
En elektrisk ackumulator är en kemisk spänningskälla som går att återställa, det vill säga att den kan laddas om. En sådan typ av batterier kallas även för sekundära batterier. Namnet kommer av att elektriciteten i ackumulatorn kommer från en annan energikälla, det vill säga sekundärt.
Även när ackumulatorn avger ström, förbrukas polmaterialens kemiska ämnen men på ett sådant sätt att reaktionen även i praktiken är reversibel. Till skillnad från ett engångsbatteri kan den kemiska sammansättningen på ackumulatorns poler inuti återställas genom att man kopplar en yttre spänningskälla eller strömkälla till polerna, vilket laddar ackumulatorn. När polerna är återställda är ackumulatorn färdigladdad.
Vanligen medför de kemiska reaktionerna att varje sekvens urladdning-laddning är förenad med viss materialtransport. Detta i kombination med att åtminstone någon av de kemiska föreningarna vid ackumulatorns poler, antingen i laddat eller oladdat tillstånd, har dålig elektrisk ledningsförmåga eller kemisk löslighet, gör att ackumulatorer har begränsad livslängd. Varje gång ackumulatorn urladdas kan den efter ny laddning återfå bara nästan samma kapacitet som före urladdningen. Trots ett intensivt utvecklingsarbete sedan år 1800 då Alessandro Volta publicerade voltas stapel har detta problem ännu blivit olöst och är något som begränsar bland annat användningen av elbilar.
I samband med olämplig laddning, ibland även i samband med självurladdning, händer att elektrolyten sönderdelas och med tiden förbrukas.
| Batterityp                     | Pluspol                                         | Minuspol                               | Elektrolyt                                            | Spänning  | Hållbarhet                                                     | Speciell egenskap                                                |
| ------------------------------ | ----------------------------------------------- | -------------------------------------- | ----------------------------------------------------- | --------- | -------------------------------------------------------------- | ---------------------------------------------------------------- |
| Litiumjonbatteri               | Varierar mellan olika litiuminsättningsmaterial | Varierar mellan olika litiumlegeringar | Varierar, ofta mellan olika polymerer av litiumsalter | 3,6 V     | (1000 - 3000 cykler)                                           | Har relativt hög cellspänning vilket gör att färre celler behövs |
| Blyackumulator                 | Blydioxid                                       | (Poröst) bly                           | Svavelsyra                                            | 2 V       |                                                                | Obegränsad livstid om batteriet förvaras utan elektrolyt         |
| Nickel-kadmiumackumulator      | Nickel(III)oxidhydroxid                         | Kadmium                                | Kaliumhydroxid                                        | 1,2 V     | (~500 cykler)                                                  | Låg inre resistans                                               |
| Nickel-metallhydridackumulator | Nickel(III)hydroxid                             | Väteabsorberande metallhydrid          | Kaliumhydroxid                                        | 1,2 V     | 10 år                                                          | Fungerar på ett stort temperaturintervall                        |
| Flödesbatteri                  | Varierar                                        | Varierar                               | Varierar                                              | 1 - 2,2 V | Varierar, men relativt lång jmf. m. traditionella batterityper | Elektrolyten är energibäraren                                    |
| Nickel-järnackumulator         | Nickel(III)oxidhydroxid                         | Järn                                   | Kaliumhydroxid                                        | 1,2 V     | 30 - 50 år                                                     |                                                                  |

### Bränsleceller
Bränslecellen kan sägas vara ett mellanting mellan primärbatterier och ackumulatorer. Den aktiva substans som förbrukas under urladdning tillförs då utifrån i stället för att regenereras på sådant sätt som sker i ackumulatorer. Under förutsättning att bränslet är absolut rent har bränsleceller teoretiskt och snart sagt även praktiskt oändlig livslängd.
De flesta bränsleceller arbetar ännu med gasformiga bränslen, men det finns inget som säger att det måste vara så. Fasta bränslen bör vara elektriskt ledande och åtminstone mekaniskt sönderdelat i form av exempelvis pulver så att nytt bränsle kan tillföras. Vidare bör sönderfallsprodukterna vara lösliga så att det lätt kan avlägsnas. Detta medför så stora praktiska svårigheter att bränslecellerna vanligen arbetar med gasformiga och vätskeformiga bränslen.

## Exempel på batterityper

### Alkaliska batterier[43][44]
| IEC   | ANSI  | JIS | Andra beteckningar       | Spänning [V] | Dimensioner [mm]                  | Kapacitet [mAh] | Exempel på användningsområde                                                                                             |
| ----- | ----- | --- | ------------------------ | ------------ | --------------------------------- | --------------- | --- |
| LR03  | AAA   | UM4 | MN2600                   | 1,5          | ø10,5 × 44,5                      | 250 – 1 200     | Ficklampor, fjärrkontroller, miniräknare, väckarklocka, termometer, mätinstrument                                        |
| LR1   | N     |     | MN9100, 910A             | 1,5          |                                   |                 | Fjärrkontroller för billarm                                                                                              |
| LR6   | AA    | UM3 | MN1500. Mignon, Penlight | 1,5          | ø13,5-14,5 × 49,2-50,5            | 1 800 – 2 600   | Små stavlampor; därav namnet Penlight (ljuspenna), väggklocka, väckarklocka, fjärrkontroller, mätinstrument, miniräknare |
| LR14  | C     | UM2 | MN1400 Baby              | 1,5          | ø26,2 × 50                        | 4 000 – 8 000   | Stavlampor, portabel stereo                                                                                              |
| LR20  | D     | UM1 | E 95, MN1300, HP2        | 1,5          | ø33,2 × 61,5                      | 12 000 – 18 000 | Stavlampor, portabel stereo                                                                                              |
| LR61  | AAAA  | UM6 |                          | 1,5          |                                   |                 | |
| 3LR12 |       |     |                          | 4,5          |                                   |                 | Platta ficklampor |
| 4LR44 |       |     |                          | 6            |                                   |                 | Kameror |
| 6LR61 | 1604A |     | MN1604, 6LF22, PP3       | 9            | 15,5-17,5 × 24,5-26,5 × 46,5-48,5 | 565             | Brandvarnare, minnesbatteri för väckarur, mätinstrument                                                                  |
| 4R25X |       |     |                          | 6            |                                   | 12 000 – 26 000 | Strålkastare |

### Zink-luftbatterier

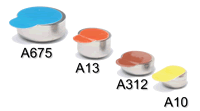
Zink–luftbatterier.

### Brunstenbatterier[44][45]
| IEC  | ANSI  | JIS | Andra beteckningar | Spänning [V] | Dimensioner [mm]                  | Kapacitet [mAh] | Exempel på användningsområde                                                                                             |
| ---- | ----- | --- | ------------------ | ------------ | --------------------------------- | --------------- | --- |
| R03  | AAA   | UM4 |                    | 1,5          | ø10,5 × 44,5                      | 540             | Ficklampor, fjärrkontroller, miniräknare, väckarklocka, termometer, mätinstrument                                        |
| R1   | N     |     |                    | 1,5          |                                   |                 | Fjärrkontroll för billarm                                                                                                |
| R6   | AA    | UM3 | Penlight           | 1,5          | ø13,5-14,5 × 49,2-50,5            | 400-1700        | Små stavlampor; därav namnet Penlight (ljuspenna), väggklocka, väckarklocka, fjärrkontroller, mätinstrument, miniräknare |
| R14  | C     | UM2 | Mignon, Baby       | 1,5          | ø26,2 × 50                        | 3800            | Stavlampor, portabel stereo                                                                                              |
| R20  | D     | UM1 |                    | 1,5          | ø33,2 × 61,5                      | 8000            | Stavlampor, portabel stereo                                                                                              |
| R61  | AAAA  | UM6 |                    | 1,5          |                                   |                 | |
| 3R12 |       |     |                    | 4,5          |                                   |                 | Platta ficklampor |
| 4R25 |       |     |                    | 6            |                                   |                 | |
| 6F22 | 1604D |     | PP3                | 9            | 15,5-17,5 × 24,5-26,5 × 46,5-48,5 | 400             | Brandvarnare,minnesbatteri för väckarklocka, mätinstrument                                                               |

### Zink-luftbatterier[46]
| IEC   | ANSI | JIS | Försegling | Spänning [V] | Dimensioner ∅ × t [mm] | Kapacitet [mAh] | Exempel på användningsområde |
| ----- | ---- | --- | ---------- | ------------ | ---------------------- | --------------- | ---------------------------- |
| ZA10  |      |     | Gul        | 1,4          | 5,8 × 3,6              | 85              | Hörapparater                 |
| ZA312 |      |     | Brun       | 1,4          | 7,9 × 3,6              | 150             | Hörapparater                 |
| ZA13  |      |     | Orange     | 1,4          | 7,9 × 5,4              | 280             | Hörapparater                 |
| ZA675 |      |     | Blå        | 1,4          | 11,6 × 5,4             | 605…635         | Hörapparater                 |

Zink-luftbatterier är täckta med en lufttät försegling, som består av en folie, vilken tas bort när cellen skall tas i bruk. Då kommer luft in och aktiverar cellen.

## Batterier och miljö
Batterier innehåller olika typer av metaller som väcker miljöproblematik. De mest problematiska är tungmetaller som kvicksilver, bly och kadmium som alla klassas som farligt avfall och kan ha en negativ påverkan på miljö och hälsa. I Sverige konsumerades år 2005 ca 25 000 ton bly och 20 000 ton av dessa användes i ackumulatorer. Skulle batterier förbrännas så sprids tungmetaller med rökgaserna, förorenar atmosfären och hamnar så småningom i mark och vatten. Den största delen av de tungmetaller som hamnar i marken blir kvar där under lång tid. Halten av tungmetaller i atmosfären är mycket låg i Sverige. Läggs batterierna på deponi kan mark och vatten förgiftas till följd av läckage och urlakning.
Många elektroniska produkter så som mobiltelefoner, hörapparater med flera har integrerade batterier. Inom EU har medlemsländerna ett ansvar att se till att produkter tillverkas på sådant sätt att batterier lätt kan separeras från produkten för att kunna återvinnas. Idag är litiumjonackumulatorer den dominerande batteritypen för denna typ av produkter. Litiumjonackumulatorer innehåller metaller i halter som kan vara skadliga för miljö. Exempelvis, enligt en studie av Hsing Po Kang et Al (2013), var halterna av kobolt, koppar och nickel i batterier för mobiltelefoner för höga enligt Kaliforniens regelverk.
Inom batteriindustrin har man sedan 80-talet jobbat med att minska användningen av kvicksilver och andra tungmetaller. Tungmetaller från batterier återvinns och återanvänds på olika sätt.
Alla brunstensbatterier och alkaliska batterier återvinns. Batterierna krossas först för att separera järninnehåll, resten smälts sedan ner för att återvinna eventuell zink. Dessa batterier är helt återvinningsbara.

### Regelverk
EU har ett insamlingsdirektiv för batterier som skiljer sig något mellan medlemsstaterna. Detta för att det anpassas efter nationens egna lagstiftning kring avfallshantering. Sverige som exempel har en högre insamling än vad direktivet kräver på grund av en tidigare hög insamlingsgrad.
Direktivet säger att:
- Batterier ska återvinnas till så hög grad som möjligt
- Deponi av batterier ska motverkas
- Alla batterier ska vara märkta
- Minimikrav på insamling av batterier i hela EU
- Lägre gränsvärden för tungmetallerna bly och kadmium
- Förbud mot bärbara kadmiumbatterier som inte sitter i bärbara handverktyg, nöd- och alarmsystem eller medicinsk utrustning.[56]

Mer specifika mål från Naturvårdsverket för insamling av batterier:
- 95 procent av det totala antalet sålda bil- och industribatterier som innehåller bly samlas in.
- 95 procent av det totala antalet sålda bil- och industribatterier som inte innehåller bly samlas in.
- 75 procent av det totala antalet sålda batterier av andra typer än de som avses i 1 och 2 samlas in.

Mer specifika mål från Naturvårdsverket för omhändertagande och återvinning av batterier:
- Batterier som innehåller kvicksilver, att 98 procent av batteriernas kvicksilverinnehåll omhändertages särskilt.
- Batterier som innehåller bly, att 65 av batteriernas genomsnittsvikt återvinns med högsta möjliga återvinningsgrad av blyinnehållet.
- Batterier som innehåller nickelkadmium, att 75 procent av batteriernas genomsnittsvikt med högsta möjliga återvinningsgrad av kadmiuminnehållet.
- Andra batterier än de som avses i 1-3, att 50 procent av batteriernas genomsnittsvikt återvinns.[57]